# Hrabstwo Judith Basin
Hrabstwo Judith Basin (ang. Judith Basin County) – hrabstwo w stanie Montana w Stanach Zjednoczonych. Obszar lądowy hrabstwa obejmuje powierzchnię 1869,85 mil² (4842,89 km²). Według szacunków United States Census Bureau w roku 2009 miało 2051 mieszkańców. Siedzibą hrabstwa jest Stanford.

## Miasta
- Hobson
- Geyser (CDP)
- Stanford